# Aliko Bala
Aliko Mohammad Bala (Jos, 27 febbraio 1997) è un calciatore nigeriano, centrocampista dell'Al-Ettihad.

## Caratteristiche tecniche
È un esterno sinistro.

## Carriera

### Club
Ha esordito il 17 ottobre 2015 con la maglia dell'AS Trenčín in un match vinto 2-1 contro il Podbrezová.

## Statistiche

### Presenze e reti nei club
Statistiche aggiornate al 7 luglio 2017.
| Stagione        | Squadra         | Campionato      | Campionato | Campionato | Coppe nazionali | Coppe nazionali | Coppe nazionali | Coppe continentali | Coppe continentali | Coppe continentali | Altre coppe | Altre coppe | Altre coppe | Totale | Totale | Totale |
| Stagione        | Squadra         | Comp            | Pres       | Reti       | Comp            | Pres            | Reti            | Comp               | Pres               | Reti               | Comp        | Pres        | Reti        | Pres   | Reti   |        |
| --------------- | --------------- | --------------- | ---------- | ---------- | --------------- | --------------- | --------------- | ------------------ | ------------------ | ------------------ | ----------- | ----------- | ----------- | ------ | ------ | ------ |
| 2015-2016       | AS Trenčín      | SL              | 15         | 2          | CS              | 2               | 2               |                    | -                  | -                  |             | -           | -           | 17     | 4      |        |
| 2016-gen. 2017  | AS Trenčín      | SL              | 17         | 4          | CS              | 3               | 0               | UCL+UEL            | 3+2                | 0                  |             | -           | -           | 25     | 4      |        |
| Totale Trencin  | Totale Trencin  | Totale Trencin  | 32         | 6          |                 | 5               | 2               |                    | 5                  | 0                  |             | -           | -           | 42     | 8      |        |
| gen.-giu. 2017  | Zulte Waregem   | PL              | 6          | 0          | CB              | 0               | 0               |                    | -                  | -                  |             | -           | -           | 6      | 0      |        |
| 2017-2018       | Zulte Waregem   | PL              | 0          | 0          | CB              | 0               | 0               |                    | -                  | -                  |             | -           | -           | 0      | 0      |        |
| Totale carriera | Totale carriera | Totale carriera | 38         | 6          |                 | 5               | 2               |                    | 5                  | 0                  |             | -           | -           | 48     | 8      |        |

## Palmarès

### Club

#### Competizioni nazionali
- Coppa di Slovacchia: 1

AS Trenčín: 2015-2016
- Campionato slovacco: 1

AS Trenčín: 2015-2016
- Coppa del Belgio: 1

Zulte Waregem: 2016-2017